# イタリアの競馬
イタリアの競馬（イタリアのけいば）では、イタリアにおける競馬について記述する。

## 歴史
- イタリアでは古代ローマにおいて戦車競走が行われ、また中世以降はパーリオと呼ばれる競走が行われた。
- 1808年 サラブレッドの輸入が始まり、同時に近代競馬（正式のルールと専用の施設（競馬場）に基づく競馬）が行われるようになる。
- 1880年 イギリスのジョッキークラブに範をとり競馬統括団体イタリアジョッキークラブが創設され、統一的なルールの整備が進められる。
- 1881年 カパネッレ競馬場が建設される。
- 1884年 第1回デルビーイタリアーノが行われる。
- 2000年 競馬統括機関としてUNIRE（Unione Nazionale per l’Incremento delle Razze Equine）が創設される。
- 2011年 UNIREがASSI（Agenzia per lo sviluppo del settore ippico）に名称を変更。
- 2012年7月 イタリア農業食料林業省（Mipaaf）がASSIから競馬開催権を引き継ぐ。
- 2019年 唯一のG1競走であったリディアテシオ賞がG2へと降格。これにより事実上イタリアからG1競走は消滅した。
- 2020年 国際セリ名簿基準書における格付けがパート2国に降格。

## 特徴
- 速歩競走が盛んで、国内の競馬場の半数近くが速歩競走専用である。他に平地競走・障害競走も行われる。
- 賭けは、ブックメーカー方式のものとパリミュチュエル方式のものとがある。
- 主な馬産地はトリノ、シエーナ、ミラノなど。サラブレッドよりも速歩競走用のトロッターの生産が盛んである。
- サラブレッドの生産頭数は年々減少しており、2009年に約1,700頭[1]だったものが2014年には63%減の620頭にまで落ち込んだ[2]。

## 主な競走

### 平地競走
- クラシック
  - パリオーリ賞（イタリア2000ギニー）（G3）
  - レジーナエレナ賞（イタリア1000ギニー）（G3）
  - デルビーイタリアーノ（G2）
  - オークスドイタリア（G2）
  - セントレジャーイタリアーノ（G3、古馬開放）

- 古馬競走[3]
  - ジョッキークラブ大賞（G2）
  - ヴィットーリオ・ディ・カープア賞（G2）
  - ミラノ大賞典（G3）
  - イタリア共和国大統領賞（G3）
  - リディアテシオ賞（G2）
  - ローマ賞（G2）

- 2歳馬競走
  - グランクリテリウム（G3）

イタリアの競走は、近年権威、賞金共に著しく低下している。

## 主な競馬場
- カパネッレ競馬場
- サンシーロ競馬場
- アニャーノ競馬場
- カッシーネ競馬場
- ナプレ競馬場

## 日本への遠征
→詳細は「海外調教馬による日本への遠征」を参照。

## 経営問題
近年イタリアの競馬界はずさんな組織運営や売上の低迷から、度々開催がストップする事態となっている。
2009年にはずさんな組織運営を長年続けてきたことから、ヨーロッパ生産者基金（EBF）がイタリアを除名処分にすると発表。これを受けて2010年には、UNIREがサンシーロ競馬場・カパネッレ競馬場での競馬開催を一時禁止とした。
2012年1月にはASSIが、イタリア国内の全競走について一律40%賞金をカットする方針を打ち出したが、これに反発する騎手・調教師・競馬場職員らがストライキを起こし、競馬の開催が全面ストップ。その後競馬の開催は再開されたものの、2012年9月以降に開催された全レースについてイタリア農務省が「財政危機のため」という理由で賞金の支払いを差し止めたことから問題が再燃。当初は「2013年3月末に賞金を支払う」とされたものの、同年4月以降も支払いは行われておらず、競馬開催の存続が危機的状況となった。
2014年1月には、欧州における競馬の競走格付けを行う欧州格付委員会（European Pattern Committee: EPC）が、2014年3月までにイタリアの競馬当局が全ての滞納金を支払わなかった場合、2014年末をもってイタリアをEPCから除名し、さらにイタリアを国際セリ名簿基準書における格付けにおいてパート2国に格下げする方針を表明。しかし滞納金の支払いは行われず、同年4月には除名処分及びパート2国への降格が正式決定した。しかし、その後、賞金支払いに課された条件を満たしたため、2014年10月7日にEPCはイタリアの重賞レース格付けを維持することに合意し、2015年もEPCのメンバーに留まることになった。
しかしその後もイタリア競馬界の凋落は止まらず、2019年にはEPCの準メンバーに格下げとなった上、最後まで残っていたGI競走であるリディアテシオ賞がGIIに格下げとなり、国内のGI競走が消滅。
2020年には国際セリ名簿基準書における格付けも正式にパート2国に下げられたことで、イタリア競馬の存廃問題が再度表面化した。しかし、2024年10月限りでの廃止が決定したシンガポール競馬とは異なり、現時点ではイタリア競馬の廃止の計画は存在していない。
このような危機的な状況が続くことに嫌気が差した競馬関係者が、イタリアを離れてイタリア国外に活路を求めるケースも多くなっており、ミルコ・デムーロのように日本（JRA）の通年騎手免許を取得し、完全に日本に拠点を移してしまう者も現れている。